# Senpere (Lazcano)
Senpere es una entidad de población española del municipio de Lazcano, perteneciente a la provincia de Guipúzcoa, en la comunidad autónoma del País Vasco. En 2022, tenía empadronados dieciocho habitantes.